# Transportes Paranapuan
Transportes Paranapuan é uma empresa brasileira de transporte coletivo urbano da cidade do Rio de Janeiro. É uma permissionária municipal filiada ao Rio Ônibus. Seu nome é uma referência aos índios paranapuãs, que habitavam a Ilha do Governador.
A empresa foi fundada em 1950, sendo a primeira empresa de lotações a operar na Ilha do Governador e continua a atuar, sobretudo, nesta região, operando linhas que liga esta a outras regiões da cidade.
Após a padronização imposta pelo poder público municipal em 2010, deixou suas cores originais e adotou a pintura do Consórcio Internorte.
Em julho de 2015, 19 de seus veículos foram interditados pelo Procon-RJ após a constatação de irregularidades.